# 光と風と君の中で
「光と風と君の中で」（ひかりとかぜときみのなかで）は高岡亜衣の2枚目のシングル。

## 概要
- 前作の「君の傍で」からおよそ1ヵ月後（リリース間隔では1番短い）、再び大野愛果の作曲作品を歌うことになったシングル。テレビ東京系アニメ『モンキーターン』エンディングテーマ。
- 現時点では、シングル最大のヒット作である。

## 収録曲
1. 光と風の君の中で
作詞:高岡亜衣 作曲:大野愛果 編曲:池田大介
2. I
作詞･作曲:高岡亜衣　編曲：小林哲
3. mom call me
作詞:高岡亜衣　作曲:宇徳敬子　編曲：寺地秀行
4. 光と風と君の中で(inst.)
作曲:大野愛果 編曲:池田大介

## 参加ミュージシャン
- 新津健二 - ギター(#1)
- 大賀好修 - ギター(#2)